# Comté d'Accomack
Le comté d'Accomack (anciennement Accomac Shire) est un comté de Virginie, aux États-Unis, fondé en 1663. En 2010, la population était de 33 164 pour une superficie de 3 400 km2, dont 1 180 km2 seulement de terre ferme. Son siège est Accomac. Avec le Comté de Northampton il fait partie de la Péninsule de Delmarva.
La population est stable depuis le début du XXe siècle. 

## Historique
Le comté initial (shire) date de 1634. C'était l'un des huit comtés originaux de la Colonie de Virginie et s'étendait sur tout le sud de la péninsule. Le nom du comté vient du terme amérindien Accawmack, qui signifie l'autre côté. En 1642, le nom a été changé en Northampton par les Anglais pour éliminer les noms païens dans le Nouveau Monde. Northampton a ensuite été divisé en deux comtés en 1663. La partie nord prit le nom original d'Accomac, la partie sud conservant celui de Northampton. En 1940, l'Assemblée générale a officiellement ajouté un « k » à la fin du nom de la commune pour arriver à son orthographe actuelle.

## Géographie

### Géolocalisation
| Comté de Somerset (Maryland) |                      | Comté de Somerset (Maryland) |
| Baie de Chesapeake           | comté d'Accomack     | Océan Atlantique             |
|                              | Comté de Northampton |                              |

### Municipalités
- Accomac
- Belle Haven
- Bloxom
- Chincoteague
- Hallwood
- Keller
- Melfa
- Onancock
- Onley
- Painter
- Parksley
- Saxis
- Tangier
- Wachapreague